# Vanilla-software
Vanilla-software is een benaming voor software die niet afwijkt van de originele versie. Er zijn dus geen wijzigingen aangebracht aan de software. Het woord betekent "vanille" in het Engels en verwijst naar de meest neutrale smaak van roomijs, vanille-ijs.

## Computerspelletjes
De term wordt vaak gebruikt om de originele versie van een computerspel te omschrijven, of een spel dat is opgewaardeerd met een officiële patch, maar niet is aangepast met add-ons van een derde partij.

## Opensourcesoftware
Software die opensource is, wordt vaak in allerlei aangepaste vormen verspreid door andere partijen. Als hiervan sprake is, betreft het geen vanilla-software. Een voorbeeld hiervan het aanpassen van de originele software door Linux-distributies. Zo bevat de Firefox-versie in Ubuntu aanpassingen waardoor Firefox beter integreert met Ubuntu.